# حواء حسن محمد
حواء حسن محمد (بالصومالية: Xaawo Xasan Maxamed)‏ سياسية صومالية شغلت منصب وزيرة الصحة والرعاية الاجتماعية في جمهورية الصومال، في الفترة ما بين 27 يناير 2015 و24 يونيو 2016 في حكومة رئيس الوزراء عمر شارماركي ليحل محلها الوزير محمد حاج عبد النور